# Арналь, Этьенн
Этьенн Арналь (фр. Étienne Arnal; 1794—1872) — французский комический театральный актёр XIX века.
Этьенн Арналь родился 1 февраля 1794 года на севере центральной части Франции в департаменте Ивелин в городе Meulan-en-Yvelines.
После службы в армии, некоторое время работал на заводе, и лишь затем, в 1815 году, впервые вышел на сцену. Его дебют состоялся в трагедии, и особого успеха не имел. Однако, в 1827 году Этьенн Арналь раскрылся как комедийный актёр и с тех пор, согласно Энциклопедическому словарю Брокгауза и Ефрона, «пользовался почти полстолетия восторженным расположением публики».
Арналь написал известное «Epitre à Bouffé» (1840), вошедшее потом в изданный им том стихотворений под заглавием «Boutades en vers» (Париж, 1861).
Этьенн Арналь скончался 10 декабря 1872 года в городе Женеве.